# Jet van Oijen
Hendrika Johanna (Jet of Jetty) van Oijen (Maastricht, 16 juli 1914 – Enschede, 15 december 1983) was tijdens de Tweede Wereldoorlog lid van het verzet.

## Biografie
Jet van Oijen was een dochter van de politieagent Johannes Hendrikus Hubertus van Oijen en Maria Mechtildis Bergervoet. In 1942 verhuisde zij naar Tilburg, en vanaf juni 1943 woonde zij in bij verzetsvrouw Coba Pulskens. Mogelijk raakt ze bij het verzet betrokken via haar verloofde Harrie Tobben, die deel uitmaakte van een Limburgse verzetsgroep onder leiding van Charles Bongaerts. Als lokettiste voor de spoorwegen in Breda kon ze aan de Dienst-Wim doorgeven welke militaire troepenbewegingen er op het spoor waren. Ze vervulde koeriersdiensten voor de groep door geld en voedselbonnen te vervoeren. Ook bracht zij met Harrie Tobben Joodse onderduikers en neergeschoten geallieerde piloten naar het onderduikadres bij Coba Pulskens.

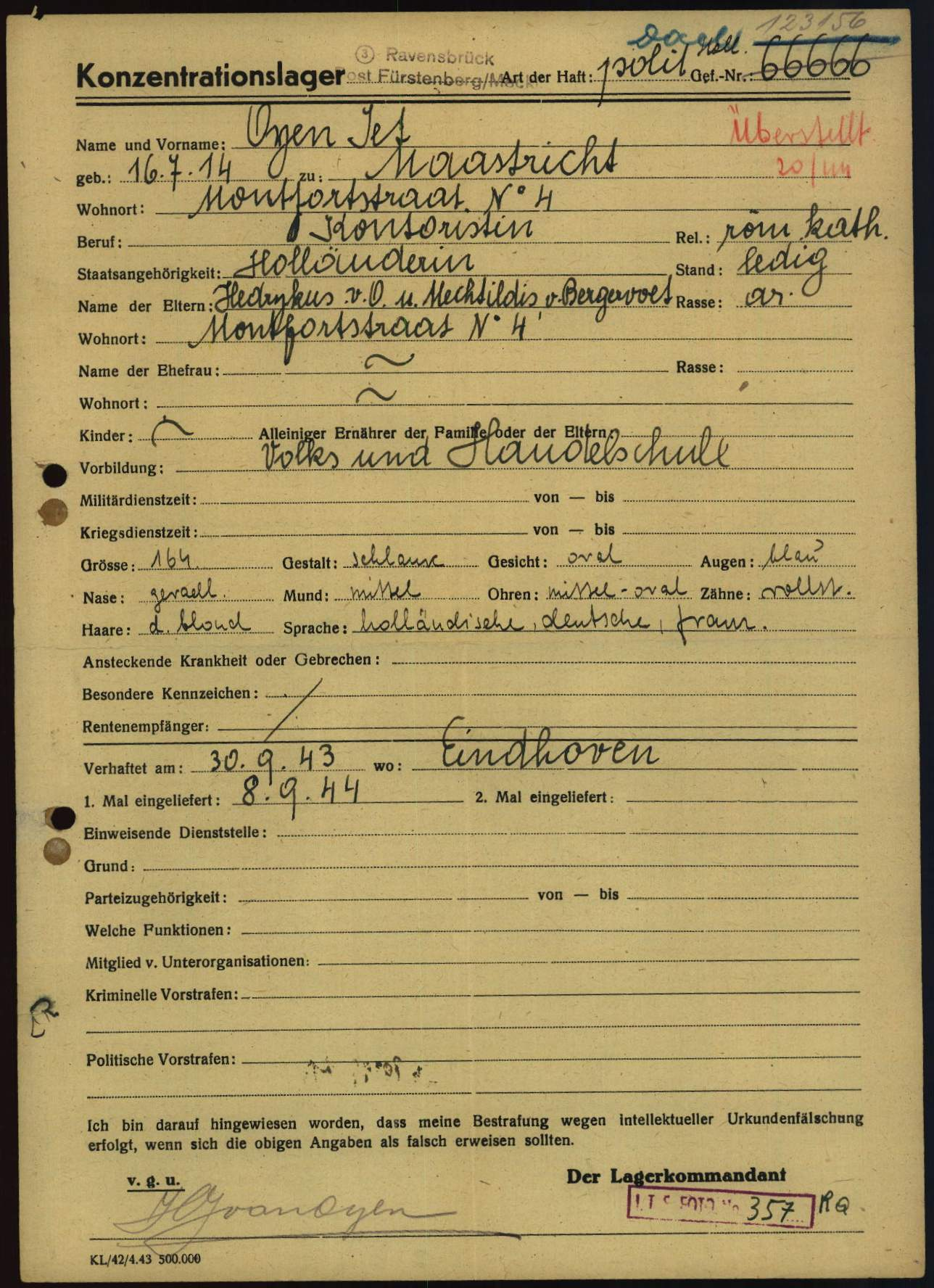
Registratiekaart van Jet van Oijen in nazi-concentratiekamp Ravensbrück

Nadat de groep was geïnfiltreerd, werd zij op 30 september 1943 in Eindhoven door de SD gearresteerd toen zij met een Poolse piloot vanuit Roermond naar Coba Pulskens in Tilburg onderweg was. Zij zat acht maanden gevangen in Kamp Haaren, en zou volgens een artikel in het Limburgs Dagblad door de Duitsers tweemaal ter dood zijn veroordeeld. Op 4 september 1944 werd Kamp Haaren ontruimd en via Kamp Vught werden de vrouwelijke gevangenen gedeporteerd naar Ravensbrück. In oktober werd Van Oijen tewerkgesteld in het Agfacommando, een buitenkamp van Dachau. Toen eind april 1945 de Amerikanen naderden, werd het kamp ontruimd en gingen de vrouwen op mars naar het zuiden. In Wolfratshausen werden ze op 1 mei 1945 door de Amerikanen bevrijd.
Na haar terugkeer in Nederland hoorde Van Ooijen dat haar verloofde Harrie Tobben op 15 maart 1945 in Hamelen aan dysenterie was overleden. Zij ging weer in Limburg wonen en trouwde op 27 januari 1947 met Gregorius Grein, met wie zij twee zoons kreeg. In 1963 verhuisde de familie naar Enschede. Daar overleed Van Oijen op 14 december 1983 op 69-jarige leeftijd.

## Onderscheidingen
Jet van Oijen kreeg diverse onderscheidingen, waaronder het Verzetsherdenkingskruis en een dankbetuiging van de Amerikaanse president Dwight D. Eisenhower.